# Franz von Winckler

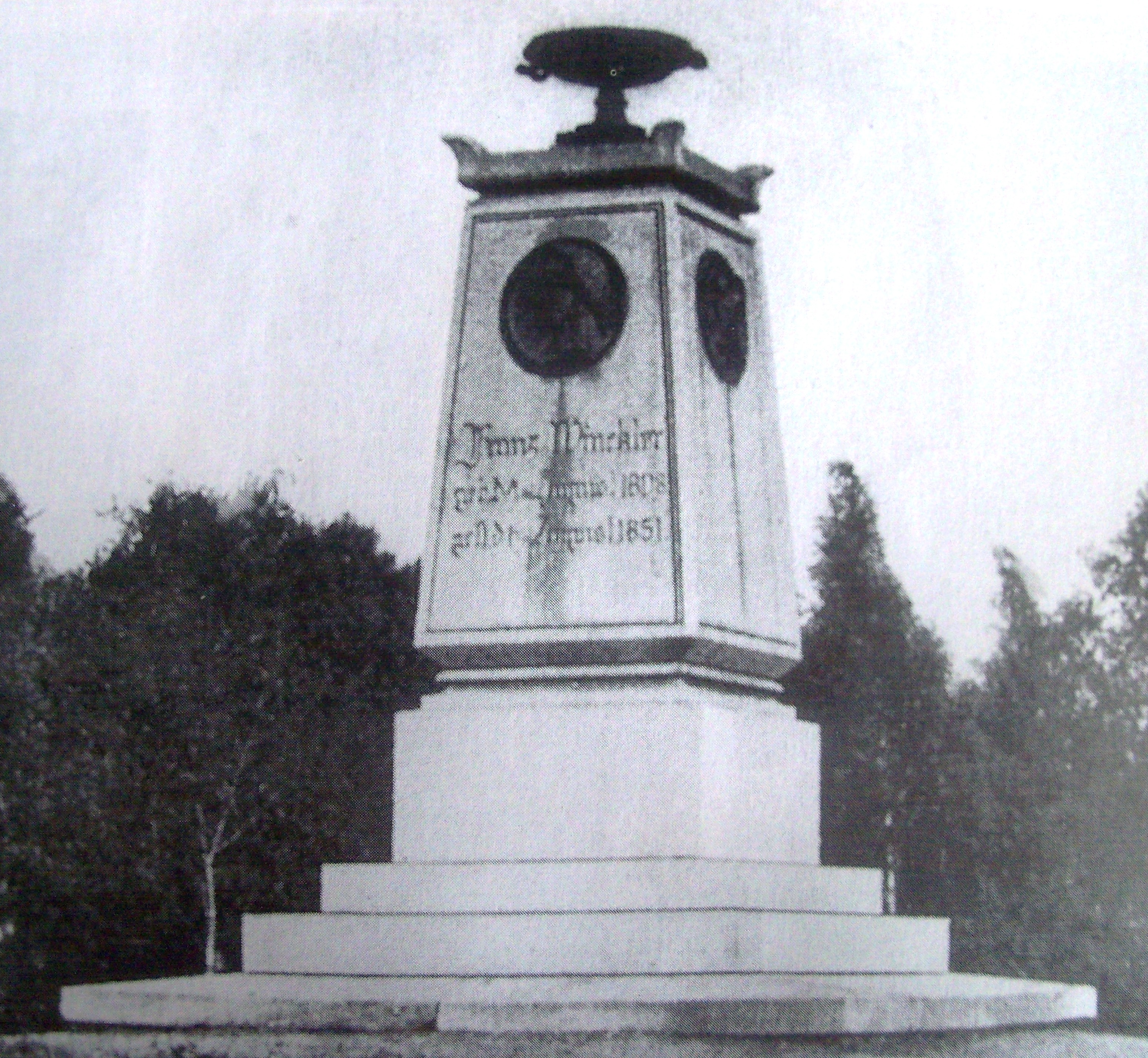
Nieistniejący pomnik ku czci Franza von Wincklera w Katowicach

Franz Xaver Winckler, Franciscus Xaverus Winckler, od 1840 Franz Xaver von Winckler (ur. 4 sierpnia 1803 w Tarnowie (powiat ząbkowicki), zm. 6 sierpnia 1851 koło Lublany) – posiadacz ziemski, przemysłowiec, współtwórca przemysłu Katowic, który przyczynił się do przyszłego nadania im praw miejskich.

## Życiorys
Urodził się w niezamożnej rodzinie zarządcy majątku ziemskiego, miał ośmioro rodzeństwa. Uczęszczał do szkół w Kłodzku i Nysie oraz do szkoły górniczej w Tarnowskich Górach. W tarnowickiej szkole poznał Friedricha Wilhelma Grundmana. Pracował jako górnik w kopalniach węgla kamiennego w Zabrzu i Królewskiej Hucie. Był sztygarem w kopalni Maria w Miechowicach (obecnie dzielnica Bytomia), a po pewnym czasie został jej zarządcą. Po śmierci właściciela zakładu – Franza Aresina - został zarządcą jego całych dóbr. 
Już jako współwłaściciel (poślubił wdowę po Franzu Aresinie) powiększył je poprzez zakup dóbr rycerskich Bogucice-Katowice z osadami Karbowa i Brynów (1839, od Karla F. Lehmanna) oraz Ordynacji Dóbr Mysłowickich po Mieroszewskich (1841, od rządu pruskiego). Zarząd swoich dóbr Winckler zlokalizował w Katowicach, a ich zarządcą ustanowił swojego przyjaciela, Friedricha Grundmanna, który wraz z Richardem Holtzem przyczynił się do rozwoju Katowic i nadania im praw miejskich.
Zgromadził duży majątek, między innymi był właścicielem lub współwłaścicielem 69 kopalń węgla kamiennego, 14 kopalń rud, wielu hut cynku i żelaza.
Za zasługi dla rozwoju regionu w 1840 r. został mu nadany przez króla Prus tytuł szlachecki.
Był dwukrotnie żonaty, po raz pierwszy z Alwiną Kalide, siostrą śląskiego rzeźbiarza Theodora Erdmanna Kalide, zaś po jej śmierci z Marią Aresin, wdową po miechowickim przedsiębiorcy Franzu Aresinie. Jego córka z pierwszego małżeństwa, Waleska, razem ze swoim mężem Hubertem von Tiele kontynuowała gospodarcze dzieło swojego ojca. Wnuczką Franza von Wincklera była Ewa von Tiele-Winckler, zwana Matką Ewą.

## Upamiętnienie
W 1853 w parku (obecnie park Powstańców Śląskich), obok zarządu dóbr Wincklerów w Katowicach (tzw. zamku) postawiono pomnik Franza von Wincklera. Został on zniszczony po II wojnie. W 1868 córka Franza, Waleska von Tiele-Winckler, wspominała:

Nasz szacowny Pan Grundmann, który stracił w nim prawdziwego przyjaciela, postawił mu piękny pomnik w katowickim parku. Wykonał go wuj Theodor Kalide według popiersia [autorstwa Beyerhausa], do którego mój ojciec pozował czterokrotnie i które nie zostało ukończone. Wzrusza mnie pamięć o nim.

Do 1924 i w latach 1939–1945 nieistniejąca już katowicka ulica Skośna nosiła nazwę Tiele-Winckler-Straße. O życiu Franza von Wincklera opowiada powieść Marii Klimas-Błahutowej pt. Siedem krów tłustych.
Od 2016 patron ulicy w centrum Katowic.